# Partie simultanée
Pour les articles homonymes, voir Simultané.

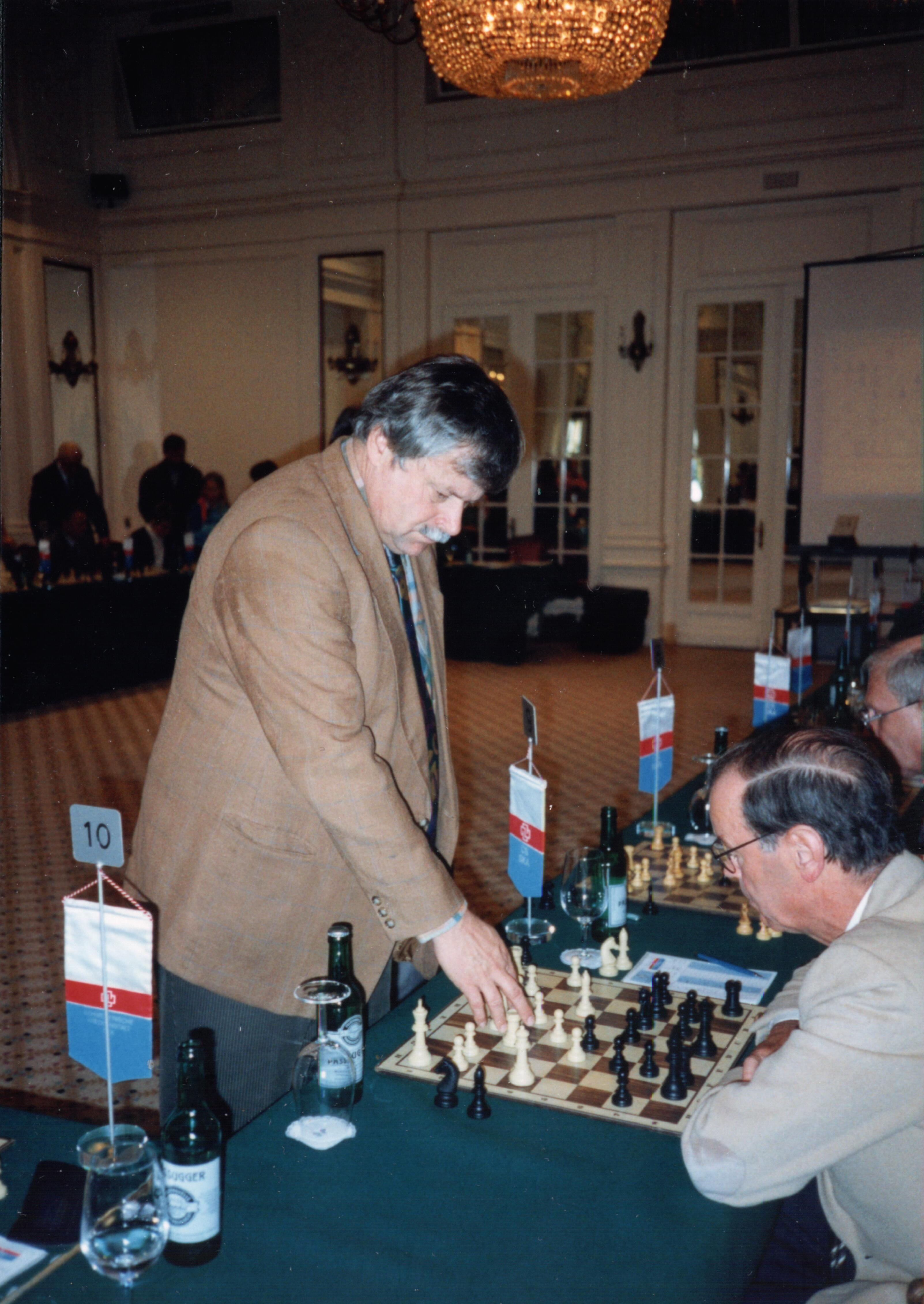
Le grand maître Vlastimil Hort donnant une simultanée aux échecs en 1997.

Dans le domaine des jeux de réflexion (échecs, dames, go, etc.) se jouant en un contre un, une partie simultanée ou, plus couramment, une « simultanée » est une rencontre entre un fort joueur (le plus souvent un maître international ou un grand maître international) face à de nombreux adversaires, généralement d'un niveau amateur, chacun sur un tablier (échiquier, damier, goban, etc.) séparé.
Ce type de jeu spectaculaire est notamment effectué par de forts joueurs lors d'exhibitions.

## Description

### Aux échecs

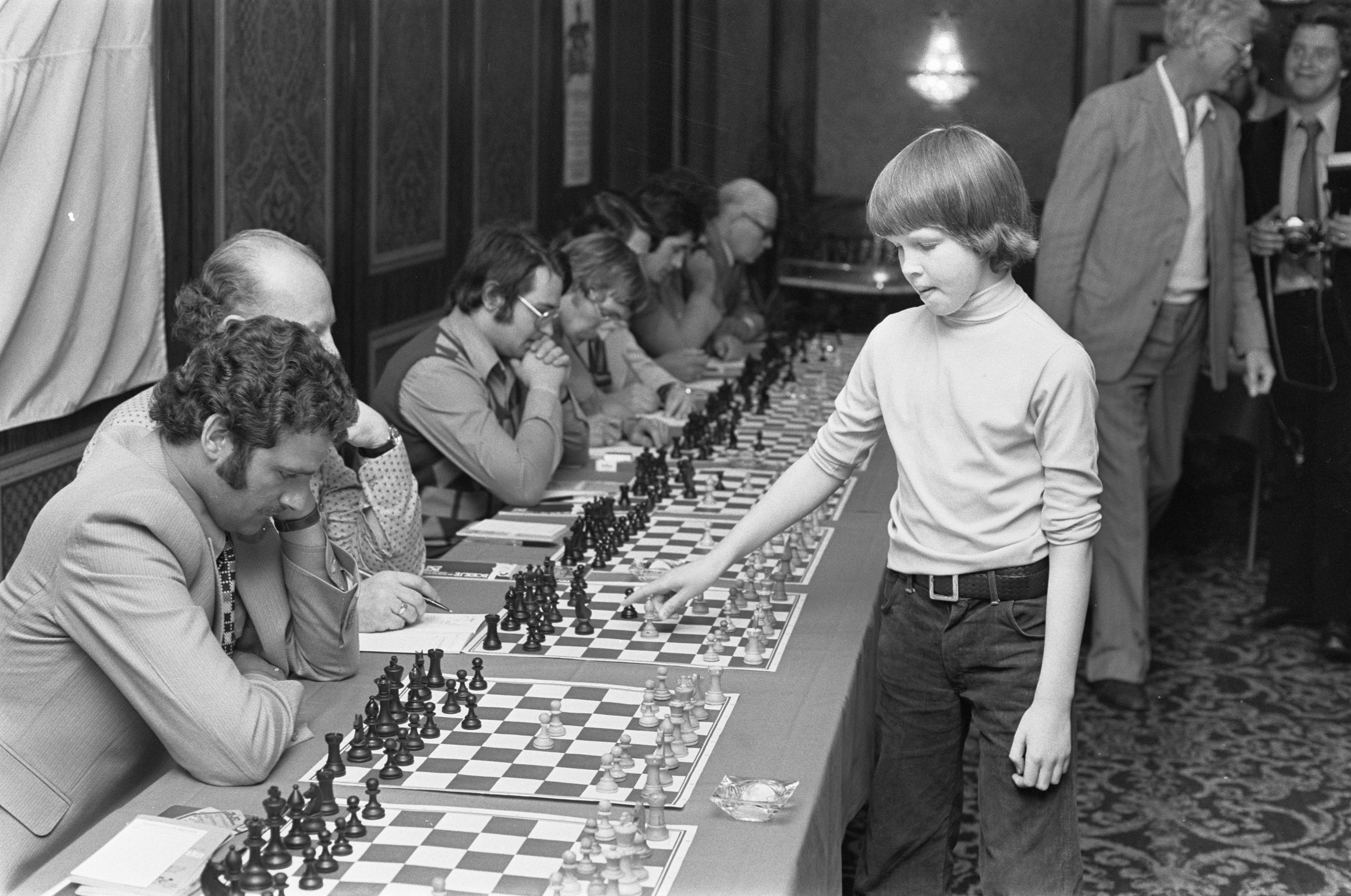
Une simultanée de Nigel Short en 1976.

En général, lors d'une partie simultanée il n'est pas fait usage de pendule d'échecs. Les échiquiers sont disposés en cercle ou en carré autour du maître, celui-ci ayant les Blancs sur chacun des échiquiers.
Le maître passe d'un échiquier à l'autre dans un ordre déterminé, et ses adversaires jouent au moment où il se présente devant leur échiquier. La réponse du maître est généralement rapide pour éviter que l’événement ne dure trop longtemps. Contrairement à l'habitude du jeu en tournoi, le maître dispose du droit de reprendre son coup après l'avoir joué, aussi longtemps qu'il n'a pas joué de coup sur l'échiquier suivant. 
Une simultanée se déroule généralement sur une vingtaine d'échiquiers, mais le nombre varie en fonction du temps disponible et de la force des opposants. Au fur et à mesure que la rencontre progresse et que des parties s'achèvent, le temps entre deux coups diminue. On regroupe parfois les joueurs sur des tables adjacentes et il arrive que l'on fasse alors usage d'une pendule pour limiter le temps de réflexion de chaque adversaire.

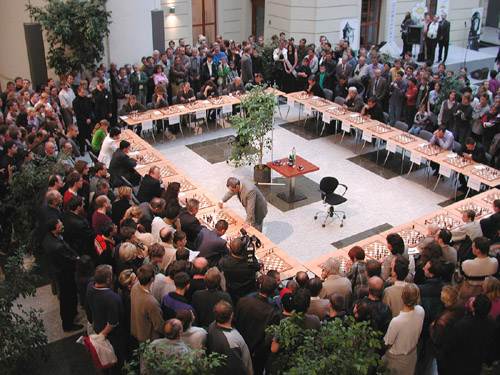
Une simultanée de Garry Kasparov en 2007.

Il existe aussi des simultanées à la pendule où les règles sont semblables à celles d'un tournoi ; le temps est limité par une pendule sur chaque échiquier. Le nombre d'adversaires est normalement beaucoup plus restreint et leur niveau plus élevé. C'est un défi sérieux pour le champion, car il doit gérer, en plus de ses adversaires, son temps dans chaque partie, et doit donc faire preuve de toute sa force. Dans les années 1980, le champion du monde Garry Kasparov a plusieurs fois affronté des équipes nationales en simultanées à la pendule.
Il existe également des simultanées à l'aveugle où le maître ne voit pas les échiquiers. Un assistant passe d'échiquier en échiquier en énonçant les coups joués à voix haute, et le maître y répond de même. Le champion américain Paul Morphy ou le grand-maître franco-russe Alexandre Alekhine, ont, entre autres, disputé à plusieurs reprises des rencontres de ce type.
Des compétitions similaires sont organisées sur des serveurs d'échecs sur internet tels que l'ICC ou FICS.

## Simultanée en tandem
Une variante moins populaire de la partie simultanée est la simultanée en tandem, également connue sous le nom de « simultanée en saute-mouton » (en anglais, « leapfrog simultaneous exhibition »), où plus d'un (habituellement deux) maîtres jouent un certain nombre d'adversaires, effectuant des mouvements successifs sans se consulter.

## Simultanée à l'aveugle

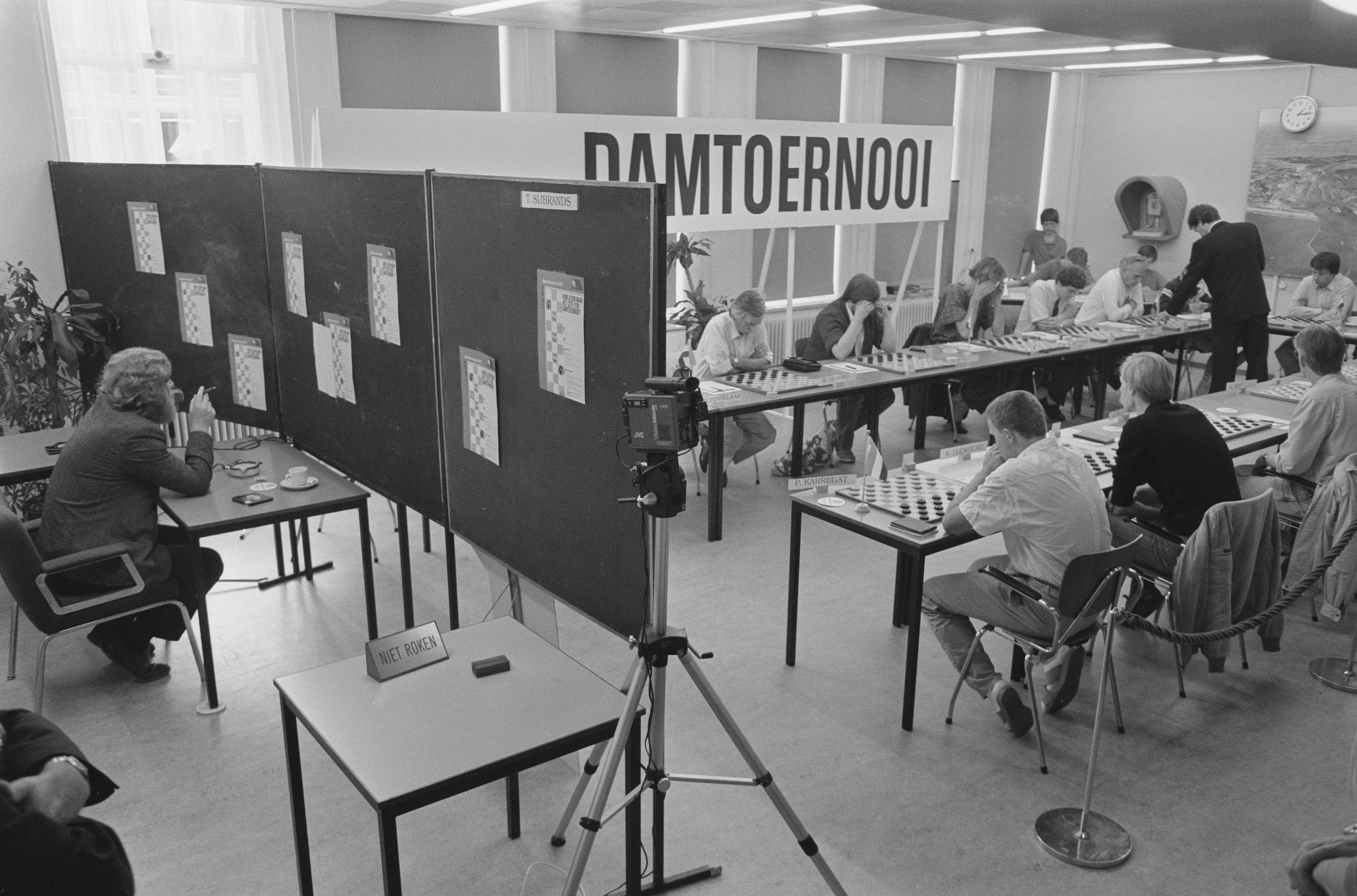
Ton Sijbrands jouant une simultanée à l'aveugle aux dames en 1987.

## Records

### Aux échecs
- En 1996, le premier record du monde de parties simultanées, enregistré par le Livre Guinness des records, est établi par le grand maître suédois Ulf Andersson en affrontant 310 adversaires simultanément.
- En 2004, le maître international britannique Andrew Martin[2] bat ce record avec 321 adversaires, marquant 294 victoires, 26 nulles et subissant une défaite avec un pourcentage de gain de 95,64 %.
- En août 2005, le grand maître féminin Susan Polgar bat ce record avec 350 adversaires à Palm Beach en Floride.
- En février 2009, le record est à nouveau battu par le grand maître bulgare Kiril Georgiev qui affronte 360 joueurs durant 14 heures, remportant 280 parties, faisant 74 nulles et n'en perdant que 6, soit un pourcentage de gain de 88,06 % (un score de 80 % minimum est nécessaire pour que le record soit homologué).
- En août 2009, le grand maître iranien Morteza Mahjoub bat ce record avec 500 adversaires (+397 =90 -13, soit 88,4 %). L'épreuve a duré 18 heures[3].
- Le 25 octobre 2010, ce record est battu par le grand maître israélien Alik Gershon qui affronte 523 adversaires à Tel Aviv (+454 =58 -11, soit 92,35 %)[4].
- Le 9 février 2011, le grand maître iranien Ehsan Ghaem-Maghami bat ce record en affrontant 604 adversaires (+580 =16 -8, soit 97,35 %)[5]. Cependant, 10 tables ajoutées, qu'il remporte toutes (+590 =16 -8, soit 97,39 %[6]), ne sont pas prises en compte dans le record[5]. Au cours des 25 heures de la simultanée, il a parcouru en se déplaçant de table en table une distance totale de 55 kilomètres[6].

### Aux dames
- En 1962, le joueur sénégalais Baba Sy a joué contre 150 adversaires pendant 7 heures et 50 minutes[7].
- Le 24 janvier 1988 à Paris, le joueur soviétique Vladimir Agafonov (ru) a joué une partie simultanée de 12 heures contre 162 adversaires (137 victoires, 11 nulles et 14 défaites)[8].
- L'actuel détenteur du record du monde est le Néerlandais Jos Stokkel (nl), qui a affronté 251 adversaires pendant 17 heures et 47 minutes[7].
- La partie simultanée de dames qui a duré le plus longtemps a été jouée en 1983 par le Néerlandais Harm Wiersma contre 251 joueurs, et dura 28 heures[7].

### Au xiangqi
En 2006, le grand-maître chinois Liu Dahua a battu le record de la partie simultanée de xiangqi contre le plus grand nombre d'adversaires, en affrontant 108 joueurs (69 victoires, 30 nulles et 9 défaites).

### Au Scrabble
De 2007 à 2013, le joueur malaisien de Scrabble anglophone Ganesh Asirvatham a détenu le record mondial du plus grand nombre de parties de Scrabble jouées simultanément, avec 25 adversaires. Il est battu en 2013 par le scrabbleur  australien Christopher May, celui-ci ayant affronté 28 joueurs simultanément pendant quatre heures, remportant 25 parties,.

### Multijeux
- En 1990, le joueur russe Vladimir Agafonov (ru) a joué une simultanée contre des joueurs d'échecs et des joueurs de dames. Il remporte 8 parties (7 aux dames, 1 aux échecs), fait une nulle (aux dames) et une défaite (aux échecs)[12].
- Depuis 1996, le joueur néerlandais Jannes van der Wal détient le record de la simultanée dames-échecs la plus longue ; celle-ci l'a opposé à 85 joueurs pendant 8 heures[7].